# Pranutan Bahl
Pranutan Bahl (Bombay, 10 maart 1993) is een Indiaas actrice en advocaat die voornamelijk in Hindi films speelt.

## Biografie
Bahl is de dochter van acteurs Mohnish Bahl en Ekta Sohini. Ze is vernoemd naar haar grootmoeder actrice Nutan. Bahl studeerde af in rechten aan de Universiteit van Mumbai. Ze begon haar acteercarrière met de korte film Essential Like No Other (2017). Twee jaar later verscheen zij in de film Notebook.

## Filmografie

### Films
| Jaar | Film                     | Rol            | Opmerking  |
| ---- | ------------------------ | -------------- | ---------- |
| 2017 | Essential Like No Other  | Kaira Khanna   | korte film |
| 2019 | Notebook                 | Firdaus Quadri |            |
| 2021 | Helmet                   | Rupali         |            |
| 2024 | Amar Prem Ki Prem Kahani | Mandy          |            |

### Muziekvideo's
| Jaar | Nummer                   | Zanger(s)                  |
| ---- | ------------------------ | -------------------------- |
| 2020 | Phir Hasenge             | Vibhas                     |
| 2021 | Kaise Hum Bataye         | Nikhita Gandhi             |
| 2021 | Lag Raha Hai Dil Deewana | Palak Muchhal              |
| 2021 | Rona Nahi                | Raj Barman                 |
| 2022 | Baarish                  | Gurnazar                   |
| 2023 | Heart Di Beat Pe         | Nikhita Gandhi             |
| 2023 | Mehendi Lagi Hai         | Stebin Ben, Shakshi Holkar |